# Julie Dawall Jakobsen
Julie Dawall Jakobsen (* 25. März 1998 in Kopenhagen) ist eine dänische Badmintonspielerin. 

## Karriere

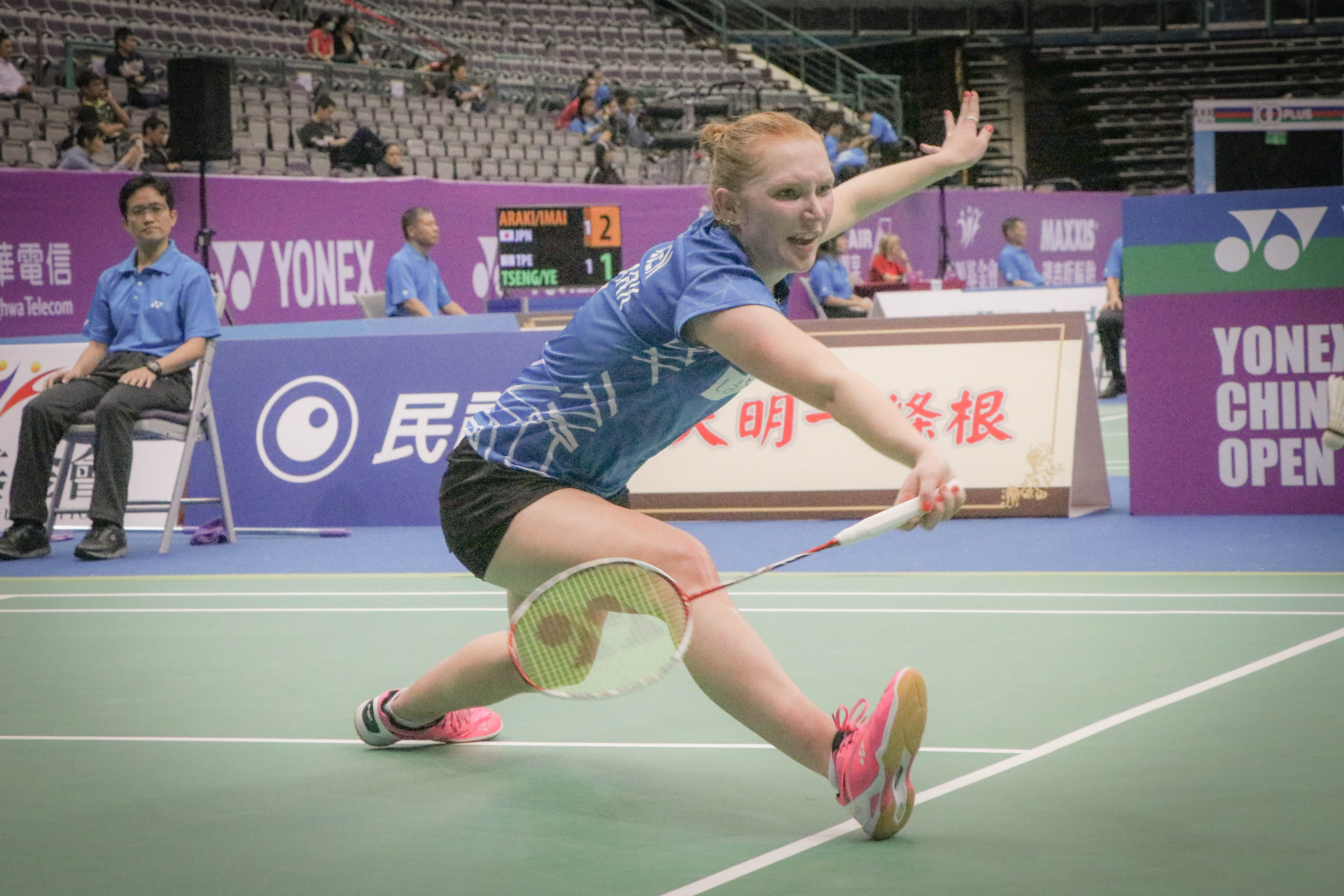
Jakobsen bei den Chinese Taipei Open 2018

Jakobsen kam mit acht Jahren über ihre Familie zum Badminton und begann beim Virum Sorgenfri Badminton Klub zu trainieren. Drei Jahre später wurde sie in den Kader der Nachwuchsnationalmannschaft aufgenommen. Im Mai 2014 gab Jakobsen bei den Spanish International ihr Debüt bei einem internationalen Wettbewerb im Erwachsenenbereich. Bei der Junioreneuropameisterschaften 2015 gewann sie mit dem dänischen Team die Bronzemedaille, Silber im Dameneinzel und wurde mit Ditte Søby Hansen Junioreneuropameisterin. Im nächsten Jahr gewann sie im Dameneinzel internationale Titel bei den Iceland International 2016 und Slovenia International 2016 und im Damendoppel mit Irina Amalie Andersen bei den Finnish International 2016. Mit der Nationalmannschaft der Damen wurde sie 2016 zum ersten Mal in ihrer Karriere Mannschaftseuropameisterin. 2017 konnte Jakobsen ihren Titel bei den Slovenia International verteidigen. Bei ihrer letzten Junioreneuropameisterschaft erreichte sie mit der Mannschaft und im Damendoppel mit Alexandra Bøje das Podium und siegte im Dameneinzel. Auch mit der Mixed-Nationalmannschaft wurde Jakobsen 2017 Europameisterin. Im Folgejahr gelang Jakobsen mit dem Damenteam die Titelverteidigung bei den Mannschaftseuropameisterschaften und Siege bei zwei weiteren internationalen Wettbewerben, den Dutch International und Italian International. 2019 konnte sie als Teil der Mixed-Nationalmannschaft der Dänen auch den Titel bei den Mannschaftseuropameisterschaften verteidigen. Im Dameneinzel gewann Jakobsen außerdem die Finnish Open. Im Februar 2020 wurde sie zum dritten Mal mit der Damenmannschaft und zum fünften Mal insgesamt Mannschaftseuropameisterin.

## Sportliche Erfolge
| Jahr | Veranstaltung                       | Platz | Disziplin   |
| ---- | ----------------------------------- | ----- | ----------- |
| 2015 | Junioreneuropameisterschaft 2015    | 3.    | Mannschaft  |
| 2015 | Junioreneuropameisterschaft 2015    | 2.    | Dameneinzel |
| 2015 | Junioreneuropameisterschaft 2015    | 1.    | Damendoppel |
| 2016 | Iceland International 2016          | 1.    | Dameneinzel |
| 2016 | Slovenia International 2016         | 1.    | Dameneinzel |
| 2016 | Finnish International 2016          | 1.    | Damendoppel |
| 2016 | Bulgaria Open 2016                  | 2.    | Dameneinzel |
| 2016 | Mannschaftseuropameisterschaft 2016 | 1.    | Mannschaft  |
| 2017 | Slovenia International 2017         | 1.    | Dameneinzel |
| 2017 | Junioreneuropameisterschaft 2017    | 3.    | Mannschaft  |
| 2017 | Junioreneuropameisterschaft 2017    | 1.    | Dameneinzel |
| 2017 | Junioreneuropameisterschaft 2017    | 2.    | Damendoppel |
| 2017 | Mannschaftseuropameisterschaft 2017 | 1.    | Mannschaft  |
| 2018 | Dutch International 2018            | 1.    | Dameneinzel |
| 2018 | Italian International 2018          | 1.    | Dameneinzel |
| 2018 | Swedish Open 2018                   | 2.    | Dameneinzel |
| 2018 | Mannschaftseuropameisterschaft 2018 | 1.    | Mannschaft  |
| 2019 | Finnish Open 2019                   | 1.    | Dameneinzel |
| 2019 | Irish Open 2019                     | 2.    | Dameneinzel |
| 2019 | Mannschaftseuropameisterschaft 2019 | 1.    | Mannschaft  |
| 2020 | Mannschaftseuropameisterschaft 2020 | 1.    | Mannschaft  |
| 2021 | Denmark Masters 2021                | 2.    | Dameneinzel |
| 2021 | Welsh International 2021            | 3.    | Dameneinzel |
| 2023 | Dutch Open                          | 1.    | Dameneinzel |
| 2024 | Scottish Open                       | 1.    | Dameneinzel |